# Leptolaena
Leptolaena – rodzaj roślin z rodziny Sarcolaenaceae. Obejmuje 10 gatunków występujących naturalnie na terenie Madagaskaru. Cztery gatunki znajdują się w różnych kategoriach zagrożenia, a pozostałe są bliskie zagrożenia lub niezagrożone, ale o zmniejszających się zasobach. 

## Systematyka
Pozycja systematyczna według APweb (aktualizowany system APG III z 2009)
Jeden z dziesięciu rodzajów rodziny Sarcolaenaceae będącej taksonem siostrzanym w dwuskrzydlcowatych (Dipterocarpaceae) w rzędzie ślazowców
(Malvales). 
Wykaz gatunków
- Leptolaena abrahamii G.E.Schatz & Lowry
- Leptolaena arenaria (F.Gérard) Cavaco
- Leptolaena cuspidata Baker
- Leptolaena delphinensis G.E.Schatz & Lowry
- Leptolaena gautieri G.E.Schatz & Lowry
- Leptolaena masoalensis G.E.Schatz & Lowry
- Leptolaena multiflora Thouars
- Leptolaena pauciflora Baker
- Leptolaena raymondii G.E.Schatz & Lowry
- Leptolaena villosa (F. Gerard) G.E. Schatz & Lowry